# 슈퍼복
슈퍼복(포르투갈어: Super Bock)은 포르투갈의 맥주회사 슈퍼복 그룹이 제조하는 맥주이다. 전세계에서 가장 많이 팔리는 포르투갈 맥주이다.